# (400109) 2006 TS123
(400109) 2006 TS123 es un asteroide perteneciente al cinturón de asteroides, descubierto el 2 de octubre de 2006 por el equipo del Mount Lemmon Survey desde el Observatorio del Monte Lemmon, Arizona, Estados Unidos.

## Designación y nombre
Designado provisionalmente como 2006 TS123.

## Características orbitales
2006 TS123 está situado a una distancia media del Sol de 2,637 ua, pudiendo alejarse hasta 2,965 ua y acercarse hasta 2,309 ua. Su excentricidad es 0,124 y la inclinación orbital 3,040 grados. Emplea 1564,23 días en completar una órbita alrededor del Sol.

## Características físicas
La magnitud absoluta de 2006 TS123 es 17,6.